# Demain on déménage
Demain on déménage is een Frans-Belgische filmkomedie uit 2004 onder regie van Chantal Akerman.

## Verhaal
Een vrouw komt wonen bij haar dochter. Ze brengt haar meubels, haar koffers en haar piano mee. Het huis wordt te klein en ze besluiten om te verhuizen. Nieuwsgierige kopers komen een kijkje nemen in het huis.

## Rolverdeling
| Acteur               | Personage                          |
| -------------------- | ---------------------------------- |
| Sylvie Testud        | Charlotte                          |
| Aurore Clément       | Catherine, de moeder van Charlotte |
| Jean-Pierre Marielle | Popernick                          |
| Natacha Régnier      | zwangere vrouw                     |
| Lucas Belvaux        | mijnheer Delacre                   |
| Dominique Reymond    | mevrouw Delacre                    |
| Elsa Zylberstein     | Michèle                            |
| Gilles Privat        | vastgoedmakelaar                   |
| Anne Coesens         | mevrouw Dietrich                   |
| Christian Hecq       | mijnheer Dietrich                  |
| Lætitia Reva         | mevrouw Charpentier                |
| Olivier Ythier       | man van de zwangere vrouw          |
| Georges Siatidis     | mijnheer Charpentier               |